# Championnat de Malte de football 1968-1969
Navigation
Saison précédente Saison suivante
La saison 1968-1969 de First Division Maltaise était la cinquante-quatrième édition de la première division maltaise.
Lors de cette saison, le Floriana FC a tenté de conserver son titre de champion face aux sept meilleurs clubs maltais lors d'une série de matchs se déroulant sur toute l'année.
Les huit clubs participants au championnat ont été confrontés à deux reprises aux sept autres.
C'est le Paola Hibernians FC qui a été sacré champion de Malte pour la troisième fois.
Deux places étaient qualificatives pour les compétitions européennes, la troisième place étant celles du vainqueur du Trophée Rothman 1968-1969.

## Qualifications en coupe d'Europe
À l'issue de la saison, le champion a participé au 1er tour de la Coupe des clubs champions 1969-1970.
Le vainqueur du Trophée Rothman a pris la place pour la Coupe des coupes 1969-1970.
Le deuxième du championnat a pris la place en Coupe des villes de foires 1969-1970.

## Les huit clubs participants
| Club                | Stade             | Capacité | Ville      |
| ------------------- | ----------------- | -------- | ---------- |
| Birkirkara-Luxol    | Infetti Ground    | 2 000    | Birkirkara |
| Floriana FC         | -                 | -        | Floriana   |
| Gzira United FC     | -                 | -        | Gzira      |
| Hamrun Spartans     | Victor Tedesco    | 6 000    | Hamrun     |
| Paola Hibernians FC | Hibernians Ground | 8 000    | Paola      |
| Sliema Wanderers FC | Guze Fava Ground  | 4 000    | Sliema     |
| St. George's FC     | -                 | -        | Bormla     |
| La Vallette FC      | -                 | -        | La Valette |

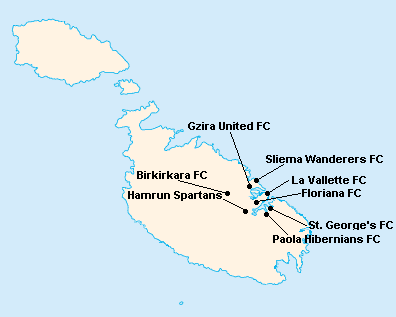
Localisation des clubs engagés dans le championnat.

L'île de Malte étant relativement petite, les clubs évoluent tous au stade National Ta'Qali (17 400 places). Certain cependant ont leur propre enceinte qu'ils peuvent éventuellement utiliser.

## Compétition

### Classement
| Rang | Équipe                  | Pts | J  | G | N | P  | Bp | Bc | Diff |
| ---- | ----------------------- | --- | -- | - | - | -- | -- | -- | ---- |
| 1    | Paola Hibernians FC     | 21  | 14 | 9 | 3 | 2  | 28 | 11 | +17  |
| 2    | Floriana FC (T)         | 18  | 14 | 7 | 4 | 3  | 19 | 10 | +9   |
| 3    | La Vallette FC          | 18  | 14 | 8 | 2 | 4  | 23 | 9  | +14  |
| 4    | Sliema Wanderers FC (C) | 17  | 14 | 6 | 5 | 3  | 14 | 8  | +6   |
| 5    | Gzira United FC (P)     | 16  | 14 | 8 | 0 | 6  | 21 | 17 | +4   |
| 6    | Hamrun Spartans         | 10  | 14 | 3 | 4 | 7  | 10 | 17 | -7   |
| 7    | Birkirkara FC (P)       | 7   | 14 | 3 | 1 | 10 | 13 | 29 | -16  |
| 8    | St. George's FC         | 5   | 14 | 2 | 1 | 11 | 9  | 36 | -27  |

| Légende : Qualifications et relégations | Légende : Qualifications et relégations                                                     |
| --------------------------------------- | ------------------------------------------------------------------------------------------- |
|                                         | Coupe des clubs champions 1969-1970 (1er Tour)                                              |
|                                         | Coupe des coupes 1969-1970 (1er Tour)                                                       |
|                                         | Coupe des villes de foires 1969-1970 (1er Tour)                                             |
|                                         | Relégation en Second Division Maltaise                                                      |
|                                         | (T) : Tenant du titre 1967-1968 (P) : Promu en 1967-1968 (C) : Vainqueur du Trophée Rothman |

## Bilan de la saison
| Tableau d'Honneur       |                     |
| Compétition             | Vainqueur           |
| First Division Maltaise | Paola Hibernians FC |
| Trophée Rothman         | Sliema Wanderers FC |

| Qualifications européennes 1969-1970 |                     |
| Coupe des clubs champions            | Qualifiés           |
| 1er tour                             | Paola Hibernians FC |
| Coupe des coupes                     | Qualifiés           |
| 1er tour                             | Sliema Wanderers FC |
| Coupe des villes de foires           | Qualifiés           |
| 1er tour                             | Floriana FC         |

| Promotions et relégations            |                               |
| Relégués en Second Division Maltaise | Birkirkara FC St. George's FC |
| Promus de Second Division Maltaise   | Qormi FC Msida Saint-Joseph   |